# Maddalena d'Hohenzollern

Stemma del Casato di Hohenzollern.

Maddalena d'Hohenzollern (... – XVI secolo) è stata una nobildonna tedesca.

## Biografia
Maddalena di Brandeburgo era figlia di Fritz von Brandenburg, figlio naturale di Giovanni l'Alchimista margravio di Brandeburgo, stabilitosi alla corte dei Gonzaga di Mantova. Dunque nipote di Barbara di Brandeburgo, marchesa consorte di Mantova, avendo sposato Ludovico III Gonzaga.

## Discendenza
Maddalena sposò nel 1484 a Mantova Giberto Borromeo, Conte di Arona ed ebbero sette figli:
- Lodovica Bianca (1488 - ?), morta in giovane età;
- Margherita (1490 - 1544), sposò Marcantonio Landriani;
- Federico (1492 - 1528), conte di Arona, sposò Veronica Visconti di Somma;
- Camilla, sposò Matteo Beccaria;
- Giovanna (m. 1528), sposò Luigi Caccia;
- Paola, sposò Bartolomeo de' Capitani d'Arzago;
- Anna (1508-1509).

## Ascendenza
|                                             |   |                                | Genitori                           |  |  | Nonni |  |  | Bisnonni                                     |  |  | Trisnonni                           |  |
|                                             |   |                                |                                    |  |  |       |  |  | Federico I, principe elettore di Brandeburgo |  |  | Federico V, burgravio di Norimberga |  |
|                                             |   |                                |                                    |  |  |       |  |  | Federico I, principe elettore di Brandeburgo |  |  | Federico V, burgravio di Norimberga |  |
|                                             |   | Elisabetta di Meißen           |                                    |  |  |       |  |  | Federico I, principe elettore di Brandeburgo |  |  |                                     |  |
| Giovanni, margravio di Brandeburgo-Kulmbach |   |                                |                                    |  |  |       |  |  | Federico I, principe elettore di Brandeburgo |  |  |                                     |  |
|                                             |   | Elisabetta di Baviera-Landshut | Federico, duca di Baviera-Landshut |  |  |       |  |  |                                              |  |  |                                     |  |
|                                             |   | Elisabetta di Baviera-Landshut | Federico, duca di Baviera-Landshut |  |  |       |  |  |                                              |  |  |                                     |  |
|                                             |   | Elisabetta di Baviera-Landshut | Maddalena Visconti                 |  |  |       |  |  |                                              |  |  |                                     |  |
| Federico di Brandeburgo-Kulmbach            |   | Elisabetta di Baviera-Landshut |                                    |  |  |       |  |  |                                              |  |  |                                     |  |
|                                             |   | …                              | …                                  |  |  |       |  |  |                                              |  |  |                                     |  |
|                                             |   | …                              | …                                  |  |  |       |  |  |                                              |  |  |                                     |  |
|                                             |   | …                              | …                                  |  |  |       |  |  |                                              |  |  |                                     |  |
| …                                           |   | …                              |                                    |  |  |       |  |  |                                              |  |  |                                     |  |
|                                             |   | …                              | …                                  |  |  |       |  |  |                                              |  |  |                                     |  |
|                                             |   | …                              | …                                  |  |  |       |  |  |                                              |  |  |                                     |  |
|                                             |   | …                              | …                                  |  |  |       |  |  |                                              |  |  |                                     |  |
| Maddalena di Brandeburgo-Kulmbach           |   | …                              |                                    |  |  |       |  |  |                                              |  |  |                                     |  |
|                                             | … | …                              |                                    |  |  |       |  |  |                                              |  |  |                                     |  |
|                                             | … | …                              |                                    |  |  |       |  |  |                                              |  |  |                                     |  |
|                                             | … | …                              |                                    |  |  |       |  |  |                                              |  |  |                                     |  |
| …                                           | … |                                |                                    |  |  |       |  |  |                                              |  |  |                                     |  |
|                                             |   | …                              | …                                  |  |  |       |  |  |                                              |  |  |                                     |  |
|                                             |   | …                              | …                                  |  |  |       |  |  |                                              |  |  |                                     |  |
|                                             |   | …                              | …                                  |  |  |       |  |  |                                              |  |  |                                     |  |
| …                                           |   | …                              |                                    |  |  |       |  |  |                                              |  |  |                                     |  |
|                                             |   | …                              | …                                  |  |  |       |  |  |                                              |  |  |                                     |  |
|                                             |   | …                              | …                                  |  |  |       |  |  |                                              |  |  |                                     |  |
|                                             |   | …                              | …                                  |  |  |       |  |  |                                              |  |  |                                     |  |
| …                                           |   | …                              |                                    |  |  |       |  |  |                                              |  |  |                                     |  |
|                                             |   | …                              | …                                  |  |  |       |  |  |                                              |  |  |                                     |  |
|                                             |   | …                              | …                                  |  |  |       |  |  |                                              |  |  |                                     |  |
|                                             |   | …                              | …                                  |  |  |       |  |  |                                              |  |  |                                     |  |
|                                             |   | …                              |                                    |  |  |       |  |  |                                              |  |  |                                     |  |